# Dicranomyia appa
Dicranomyia appa là một loài ruồi trong họ Limoniidae. Chúng phân bố ở miền Australasia.